# Enterolobium glaziovii
Enterolobium glaziovii là một loài thực vật có hoa trong họ Đậu. Loài này được (Benth.) Mesquita miêu tả khoa học đầu tiên.